# Message à caractère informatif
Pour les articles homonymes, voir message (homonymie).
Le Message à caractère informatif est une émission de télévision humoristique française créée par le duo Nicolas et Bruno basée sur le détournement de vieux films d'entreprise des années 1980. Chaque pastille reprend un extrait de film d'époque en le détournant avec des doublages et une nouvelle bande sonore afin de créer des saynètes absurdes et cocasses. Les émissions sont écrites, montées, réalisées et doublées par Nicolas Charlet et Bruno Lavaine, et diffusées entre 1998 et 2000 sur Canal +. 

## Concept
Les messages présentent un point de vue sarcastique sur le monde de l'entreprise, ses codes et son jargon. Les sketchs utilisent le procédé du doublage, reprenant d'authentiques films d'entreprise des années 1970 et 1980 et les détournant pour en souligner le ridicule. La série s'attache principalement à la grosse entreprise française des années 1970 et 1980, vu comme un monde sans âme et codifié, bon nombre des films étant supposés provenir d'une société fictive, la COGIP, grande entreprise triste à l'activité floue et indéfinie, dont il est dit qu'elle « concentre le plus grand nombre de cravates-moustaches au mètre carré ». Il est souvent fait appel à l’« action des forces vives de la boîte », afin de « prendre de nouvelles parts de marché ». Chaque fin d'épisode se termine sur le gimmick « C'était vraiment très intéressant ! », devenu marque de fabrique de la série.
À l'occasion des 20 ans des premières vidéos, Canal+ propose à Nicolas & Bruno de faire une deuxième saison de Message à caractère informatif, à partir de films d'entreprise des années 1990. Ces 30 nouvelles pastilles sont diffusées dans l'émission CanalBis. Ils déclinent également le concept en version "Sexy" diffusée chaque mois dans l'émission Crac Crac animée par Monsieur Poulpe. À cette occasion ils lancent leur chaîne YouTube regroupant l'intégralité des Messages de la saison 1, les nouveaux épisodes de la saison 2 ainsi que des bonus.

## Le DVD
Un double DVD de la Saison 1 du Message à caractère informatif est sorti en 2004. Il reprend les sketchs diffusés sur Canal+ , des inédits, ainsi que quelques séquences diffusées par exemple dans l'émission Le Grand Plongeoir d'Edouard Baer.
Le menu du DVD a été conçu pour reprendre l'apparence des menu du Minitel. Il intègre de nombreux bonus, dont une fausse moustache à découper, un signe « I ❤️ potage » ou encore une bande-sonore de soirée entre amis, intégrant un passage silencieux suivi d'un grand rire de Frédéric Beigbeder prévu pour permettre de raconter une blague et impressionner ses voisins.

## Fiche technique
- Titre : Message à Caractère Informatif
- Scénario, Dialogues et Réalisation : Nicolas Charlet et Bruno Lavaine
- Voix : Nicolas Charlet et Bruno Lavaine
- Montage : Nicolas Charlet et Bruno Lavaine
- Prise de son et mixage : Thomas Charlet
- Montage son : Emmanuel Augeard
- Bruitage : Nicolas Charlet et Bruno Lavaine
- Superviseur Musical : Jean Croc
- Production : Insurrection & Antenne 2
- Genre : comédie
- Durée : de 2 à 4 minutes
- Pays d'origine :  France
- Format : Couleur - 1,33:1